# پل توماس اندرسن
پل توماس اندرسن (انگلیسی: Paul Thomas Anderson؛ زادهٔ ۲۶ ژوئن ۱۹۷۰) فیلم‌ساز آمریکایی است. افتخارات او شامل یک جایزهٔ فیلم بفتا و همچنین ۱۱ نامزدی در جوایز اسکار می‌شود. او همچنین جایزهٔ بهترین کارگردان در جشنواره کن، شیر نقره‌ای در جشنواره فیلم ونیز و هم خرس نقره‌ای و هم خرس طلایی در جشنواره بین‌المللی فیلم برلین را دریافت کرده‌است. اغلب فیلم‌های اندرسن درام‌های روان‌شناختی هستند که مشخصهٔ آن عبارتند از: نمایش شخصیت‌های ناقصِ نیازمند؛ کاوش مضامین خانواده‌های ناکارآمد، ازخودبیگانگی، تنهایی و رستگاری؛ و سبک بصری جسورانه‌ای با به کار بردن برداشت بلند.
پس از تجربهٔ نخستین کارگردانی‌اش با برد دشوار (۱۹۹۶)، اندرسن با بوگی نایتز (۱۹۹۷) به موفقیت‌های هنری و تجاری دست پیدا کرد و با مگنولیا (۱۹۹۹) و عشق پریشان (۲۰۰۲) افتخارات بیشتری دریافت کرد. از پنجمین کار او، خون به پا خواهد شد (۲۰۰۷)، غالباً به‌عنوان یکی از بهترین فیلم‌های سدهٔ بیست و یکم یاد می‌کنند. اندرسن پس از آن فیلم‌های استاد (۲۰۱۲)، خباثت ذاتی (۲۰۱۴)، رشته خیال (۲۰۱۷) و لیکریش پیتزا (۲۰۲۱) را ساخت.
اندرسن به‌خاطر همکاری با فیلم‌بردار رابرت السویت، طراح لباس مارک بریجز، آهنگسازان جان براین و جانی گرینوود و چندین بازیگر مورد توجه است. او برای هنرمندانی مانند جان براین، فیونا اپل، هایم، ایمی من، جوانا نیوسام، مایکل پن، ریدیوهد و د اسمایل موزیک ویدئوهایی را کارگردانی کرده‌است.

## آغاز زندگی
پل توماس اندرسن در ۲۶ ژوئیهٔ ۱۹۷۰ در بخش استودیو سیتی در لس آنجلس زاده شد. پدرش ارنی اندرسن صداپیشهٔ شبکهٔ ای‌بی‌سی بود و نقش شخصیت گولاردی را بازی می‌کرد که بعدها این شخصیت نام کمپانی فیلم‌سازی فرزندش شد. اندرسن سه خواهر و برادر و همچنین پنج خواهر و برادر ناتنی بزرگتر از ازدواج نخست پدرش دارد. او در دره سن فرناندو رشد کرد. او رابطهٔ آشفته‌ای با مادرش داشت، اما با پدرش رابطهٔ نزدیک و صمیمی داشت. پدرش او را تشویق کرد که نویسنده یا کارگردان شود. او در مدرسه باکلی، مدرسه جان توماس دای، مدرسه کمبل هال، آکادمی کوشینگ و مدرسه مقدماتی کالج مونتکلر تحصیل کرد.
اندرسن از جوانی مشغول به فیلم‌سازی شد و هیچ طرح جایگزینی برای کارگردانی نداشت. او نخستین فیلمش را در هشت سالگی ساخت و با دوربین فیلم‌برداری بتامکس که پدرش آن را در سال ۱۹۸۲ خریده بود، شروع به ساخت فیلم کرد. او سپس فیلم ۸ میلی‌متری را به کار گرفت، اما به این نتیجه رسید که کار با ویدئو راحت‌تر است. اندرسن در نوجوانی نگارش را آغاز و با دوربین ۱۶ میلی‌متری بولکس کار می‌کرد. پس از سال‌ها کسب تجربه از امور معمول، او با استفاده از پولی که برای تمیز کردن قفس‌ها در فروشگاه حیوانات خانگی به‌دست آورده بود، نخستین فیلمش را در سال آخر دبیرستان نوشت و فیلم‌برداری کرد. این فیلم مستندنمای ۳۰ دقیقه‌ای دربارهٔ یک ستاره پورن، ماجرای درک دیگلر (۱۹۸۸) نام داشت که داستان آن الهام‌گرفته از جان هولمز بود. هولمز همچنین الهام‌بخش اصلی بوگی نایتز (۱۹۹۷)، اقتباسی بلند از ماجرای درک دیگلر، بود.

## حرفه
پل توماس اندرسن فعالیت سینمایی خود را از سال ۱۹۹۶ با کارگردانی فیلم جنایی سیدنی آغاز کرد. سپس در ۱۹۹۷ فیلم شب‌های بوگی را ساخت که نامزد سه جایزه اسکار (از جمله بهترین فیلمنامه برای خود آندرسن) شد.
در سال ۱۹۹۹ فیلم درام مگنولیا را ساخت. آن فیلم هم همانند فیلم قبلی نامزد ۳ اسکار (برای دومین بار نامزد جایزه اسکار بهترین فیلمنامه‌نویسی برای خود آندرسن) شد.
فیلم چهارم وی عشق هوایی در ۲۰۰۲ به جشنواره کن رفت و برای او جایزه کارگردانی به همراه آورد. اما در اسکار موفقیتی نداشت و فقط در گلدن گلوب نامزد شد.
فیلم پنجم او خون به پا خواهد شد محصول سال ۲۰۰۷ است که در آن با دانیل دی-لوئیس که مانند خود او کم‌کار است، همکاری کرد. این فیلم نامزد پنج اسکار بود و از موفق‌ترین فیلم‌های اسکار ۲۰۰۷ بود. این فیلم برای دی لوئیس دومین اسکارش را رقم زد. (وی در گذشته به خاطر فیلم پای چپ من برنده اسکار شده بود) خود اندرسن نیز برای این فیلم سرانجام نامزد جایزه اسکار بهترین کارگردانی سال ۲۰۰۷ شد. هرچند که آن را به فیلم جایی برای پیرمردها نیست ساخته برادران کوئن واگذار کرد.

## فیلم‌شناسی
- برد دشوار (۱۹۹۶)
- شب‌های عیاشی (۱۹۹۷)
- مگنولیا (۱۹۹۹)
- عشق پریشان (۲۰۰۲)
- خون به پا خواهد شد (۲۰۰۷)
- استاد (۲۰۱۲)
- خباثت ذاتی (۲۰۱۴)
- رشته خیال (۲۰۱۷)
- لیکریش پیتزا (۲۰۲۱)
- نبرد بکتن کراس (۲۰۲۵)

## گزیدهٔ جایزه‌ها و نامزدی‌ها

### جوایز اسکار
| سال  | دسته‌بندی                   | اثر نامزدشده       | نتیجه    | منا.   |
| ---- | -------------------------- | ------------------ | -------- | ------ |
| ۱۹۹۸ | بهترین فیلم‌نامه غیراقتباسی | بوگی نایتز         | نامزدشده | [ ۱۷ ] |
| ۲۰۰۰ | بهترین فیلم‌نامه غیراقتباسی | مگنولیا            | نامزدشده | [ ۱۸ ] |
| ۲۰۰۸ | بهترین فیلم                | خون به پا خواهد شد | نامزدشده | [ ۱۹ ] |
| ۲۰۰۸ | بهترین کارگردانی           | خون به پا خواهد شد | نامزدشده | [ ۱۹ ] |
| ۲۰۰۸ | بهترین فیلم‌نامه اقتباسی    | خون به پا خواهد شد | نامزدشده | [ ۱۹ ] |
| ۲۰۱۵ | بهترین فیلم‌نامه اقتباسی    | خباثت ذاتی         | نامزدشده | [ ۲۰ ] |
| ۲۰۱۸ | بهترین فیلم                | رشته خیال          | نامزدشده | [ ۲۱ ] |
| ۲۰۱۸ | بهترین کارگردانی           | رشته خیال          | نامزدشده | [ ۲۱ ] |
| ۲۰۲۲ | بهترین فیلم                | لیکریش پیتزا       | نامزدشده | [ ۲۲ ] |
| ۲۰۲۲ | بهترین کارگردانی           | لیکریش پیتزا       | نامزدشده | [ ۲۲ ] |
| ۲۰۲۲ | بهترین فیلم‌نامه غیراقتباسی | لیکریش پیتزا       | نامزدشده | [ ۲۲ ] |

### جوایز فیلم بفتا
| سال  | دسته‌بندی                | اثر نامزدشده       | نتیجه    | منا.   |
| ---- | ----------------------- | ------------------ | -------- | ------ |
| ۱۹۹۸ | بهترین فیلم‌نامه اصلی    | بوگی نایتز         | نامزدشده |        |
| ۲۰۰۸ | بهترین فیلم             | خون به پا خواهد شد | نامزدشده | [ ۲۳ ] |
| ۲۰۰۸ | بهترین کارگردانی        | خون به پا خواهد شد | نامزدشده | [ ۲۳ ] |
| ۲۰۰۸ | بهترین فیلم‌نامه اقتباسی | خون به پا خواهد شد | نامزدشده | [ ۲۳ ] |
| ۲۰۱۳ | بهترین فیلم‌نامه اصلی    | استاد              | نامزدشده | [ ۲۴ ] |
| ۲۰۲۲ | بهترین فیلم             | لیکریش پیتزا       | نامزدشده | [ ۲۵ ] |
| ۲۰۲۲ | بهترین کارگردانی        | لیکریش پیتزا       | نامزدشده | [ ۲۵ ] |
| ۲۰۲۲ | بهترین فیلم‌نامه اصلی    | لیکریش پیتزا       | برنده    | [ ۲۵ ] |

### جوایز گلدن گلوب
| سال  | دسته‌بندی                      | اثر نامزدشده       | نتیجه    | منا.   |
| ---- | ----------------------------- | ------------------ | -------- | ------ |
| ۲۰۰۸ | بهترین فیلم – درام            | خون به پا خواهد شد | نامزدشده | [ ۲۶ ] |
| ۲۰۲۲ | بهترین فیلم – موزیکال یا کمدی | لیکریش پیتزا       | نامزدشده | [ ۲۷ ] |
| ۲۰۲۲ | بهترین فیلم‌نامه               | لیکریش پیتزا       | نامزدشده | [ ۲۷ ] |

### جوایز گرمی
| سال  | دسته‌بندی           | اثر نامزدشده | نتیجه    | منا.   |
| ---- | ------------------ | ------------ | -------- | ------ |
| ۲۰۲۰ | بهترین فیلم موسیقی | آنیما        | نامزدشده | [ ۲۸ ] |